# Timeo (nome)
Timeo  è un nome proprio di persona italiano maschile.

## Varianti
- Femminili: Timea[1]

### Varianti in altre lingue
- Basco: Timeo
- Catalano: Timeu
- Croato: Timej
- Francese: Timée
- Greco antico: Τιμαῖος (Timaios)[2]
  - Femminili: Τιμαία (Timaia)

- Greco biblico: Τιμαιος (Timaios)[2]
- Inglese: Timaeus[2], Timeus[2]
- Latino: Timaeus[2], Timæus[1], Timeus
  - Femminili: Timaea, Timæa[1], Timea
- Olandese: Timaeus
- Polacco: Timajos

- Portoghese: Timeu
- Russo: Тимей (Timej)
- Spagnolo: Timeo
- Ucraino: Тімей (Timej)
- Ungherese: Timaiosz

## Origine e diffusione
Deriva dal nome greco Τιμαιος (Timaios); è basato sul verbo τιμάω (timao, "onorare", da cui anche Timoteo, Timone e Timoleone), quindi può essere interpretato come "onorabile" o come "onore"; un personaggio così chiamato è protagonista di uno dei dialoghi di Platone.
Il nome viene citato brevemente anche nel Vangelo di Marco (10:46-52), dove Timeo è il nome del padre di Bartimeo (e di fatto, il nome "Bartimeo" potrebbe essere un patronimico di Timeo). Si noti anche che la forma femminile del nome in italiano, Timea, è facilmente confondibile con un nome ungherese di diversa origine, Tímea.

## Onomastico
Nessun santo porta questo nome, che quindi è adespota: l'onomastico può essere festeggiato il 1º novembre, ad Ognissanti.

## Persone
- Timeo di Locri, giurista, astronomo e filosofo greco antico
- Timeo di Tauromenio, storico siceliota

### Variante femminile Timea
- Timea, regina di Sparta

## Il nome nelle arti
- Timeus è un personaggio della serie Pokémon.